# Campeonato Amazonense 2001
In 2001 werd het 85ste Campeonato Amazonense gespeeld voor clubs uit Braziliaanse staat Amazonas. De competitie werd georganiseerd door de FAF en werd gespeeld van 4 maart tot 7 juli. Rio Negro werd kampioen.

## Eerste fase
| Plaats | Club                 | Wed. | W | G | V | Saldo | Ptn. |
| ------ | -------------------- | ---- | - | - | - | ----- | ---- |
| 1.     | Nacional             | 8    | 7 | 1 | 0 | 27:11 | 19   |
| 2.     | Rio Negro            | 8    | 5 | 1 | 2 | 22:11 | 16   |
| 3.     | Princesa do Solimões | 8    | 4 | 4 | 0 | 17:11 | 16   |
| 4.     | São Raimundo         | 8    | 4 | 2 | 2 | 20:8  | 14   |
| 5.     | Fast Clube           | 8    | 2 | 2 | 4 | 9:16  | 8    |
| 6.     | Cliper               | 8    | 1 | 4 | 3 | 10:14 | 7    |
| 7.     | América              | 8    | 1 | 3 | 4 | 11:15 | 6    |
| 8.     | Sul América          | 8    | 1 | 3 | 4 | 7:18  | 6    |
| 9.     | Libermorro (1)       | 8    | 0 | 2 | 6 | 7:26  | -3   |

 (1): Libermorro kreeg vijf strafpunten voor het opstellen van een niet-speelgerechtige speler 
|  | Gekwalificeerd voor finale        |
|  | Uitgeschakeld voor de tweede fase |

## Tweede fase
| Plaats | Club                 | Wed. | W | G | V | Saldo | Ptn. |
| ------ | -------------------- | ---- | - | - | - | ----- | ---- |
| 1.     | Nacional             | 6    | 4 | 2 | 0 | 16:8  | 14   |
| 2.     | São Raimundo         | 6    | 3 | 3 | 0 | 17:4  | 12   |
| 3.     | Rio Negro            | 6    | 3 | 1 | 2 | 7:4   | 10   |
| 4.     | Cliper               | 6    | 3 | 1 | 2 | 7:9   | 10   |
| 5.     | Princesa do Solimões | 6    | 1 | 4 | 1 | 7:8   | 7    |
| 6.     | Fast Clube           | 6    | 1 | 0 | 5 | 3:12  | 3    |
| 7.     | América              | 6    | 0 | 1 | 5 | 4:16  | 1    |

|  | Gekwalificeerd voor finale |

## Finale
|               |          |       |            |  |
| 9 juli Finale | Nacional | 1 – 2 | Rio Negro  |  |
| 9 juli Finale | Aílton   |       | , Ernandes |  |

### Kampioen
| Campeonato Amazonense de 2001  |
| Amazonas                       |
| ------------------------------ |
| RIO NEGRO Kampioen (16° titel) |